# Shizhong (sockenhuvudort i Kina, Heilongjiang Sheng, lat 47,53, long 125,96)
Shizhong (kinesiska: 时中, 时中乡) är en sockenhuvudort i Kina. Den ligger i provinsen Heilongjiang, i den nordöstra delen av landet, omkring 200 kilometer norr om provinshuvudstaden Harbin. Antalet invånare är 18 233. Befolkningen består av 8 944 kvinnor och 9 289 män. Barn under 15 år utgör 11,0 %, vuxna 15-64 år 81 %, och äldre över 65 år 7,0 %.
Runt Shizhong är det ganska tätbefolkat, med 134 invånare per kvadratkilometer. Närmaste större samhälle är Baiquan, 12,9 km nordost om Shizhong. Trakten runt Shizhong består till största delen av jordbruksmark.
Genomsnittlig årsnederbörd är 893 millimeter. Den regnigaste månaden är juli, med i genomsnitt 282 mm nederbörd, och den torraste är januari, med 6 mm nederbörd.